# Olinda (település)
Olinda brazil város Pernambuco állam északkeleti részén, az Atlanti-óceán partján, lakosságának száma 376 800 fő (2005). Egyike Brazília legértékesebb városainak a gyarmati korból.
A települést 1535-ben alapította Duarte Coelho Pereira; a nevét is tőle kapta, amikor az óceán partjára érve így kiáltott fel:  oh, linda!, milyen gyönyörű!. Városi rangra emelkedett 1537.március 12-én.  Olinda volt Pernambuco fővárosa, de a hollandok 1630-ban felgyújtották és a székhelyet átköltöztették a néhány kilométernyire fekvő Recifébe. A tűzvészben sok épület odaveszett, de később sok mindent sikerült helyreállítani.
Nevezetes épületei:
- Igreja Santa Teresa: a templomot a 17. század közepén alapították. 1686-ban a karmeliták tulajdonába került, akik egy kolostorral bővítették. A templom eredeti formájában maradt fenn;
- Sâo Bento-monostor és -templom: bencések alapították 1582-ben, 1597 és 1599 között épült, a holland pusztítás után 1680-ban építették újjá. Itt működött az ország első jogi fakultása 1827 és 1852 között. A templom legértékesebb díszei a faragások és a rokokó főoltár.
- Szépművészeti Múzeum: az épületben az inkvizíció idején börtön működött;
- Mercado de Ribeira: a rabszolgapiac;
- Conceiçâo-templom és -kolostor: a 16. század második felében épült. A hollandok felgyújtották, a 17. század második felében építették újjá. Nevezetesek főoltára és kazettás mennyezete;
- Misericórdia-templom: 1540-ben építették, 1654-ben újjáépítették. A leprások telepe volt;
- Sâo Joâo Batista dos Militares-templom: az 1581-ben épült templom az egyetlen, amelyet nem gyújtottak fel a hollandok. A bencések kolostora is volt;
- Nossa Senhora do Monte-templom: 1582-ben alapították;
- Szent Ferenc-templom és -kolostor: Brazília első ferences rendi építménye, 1585-1590-ben építették, a 17. század második felében újjáépítették;
- Sé-templom: 1537-ben alapították. Ide temették Olinda püspökeit;
- Seminário de Olinda: a jezsuiták volt kollégiuma;
- Püspöki palota: 1676-ban épült;
- Igreja do Carmo: 1588-ban építették, Brazília első karmelita temploma.

Szépségén kívül Olinda egyike Brazília legjelentősebb kulturális központjainak. Sok látványossága, mint például történelmi belvárosa, templomai, az olindai karnevál, amely hasonlít a hagyományos portugál karneválokhoz afrikai vonásokkal, turisták tízezreit vonzzák a városba minden évben.

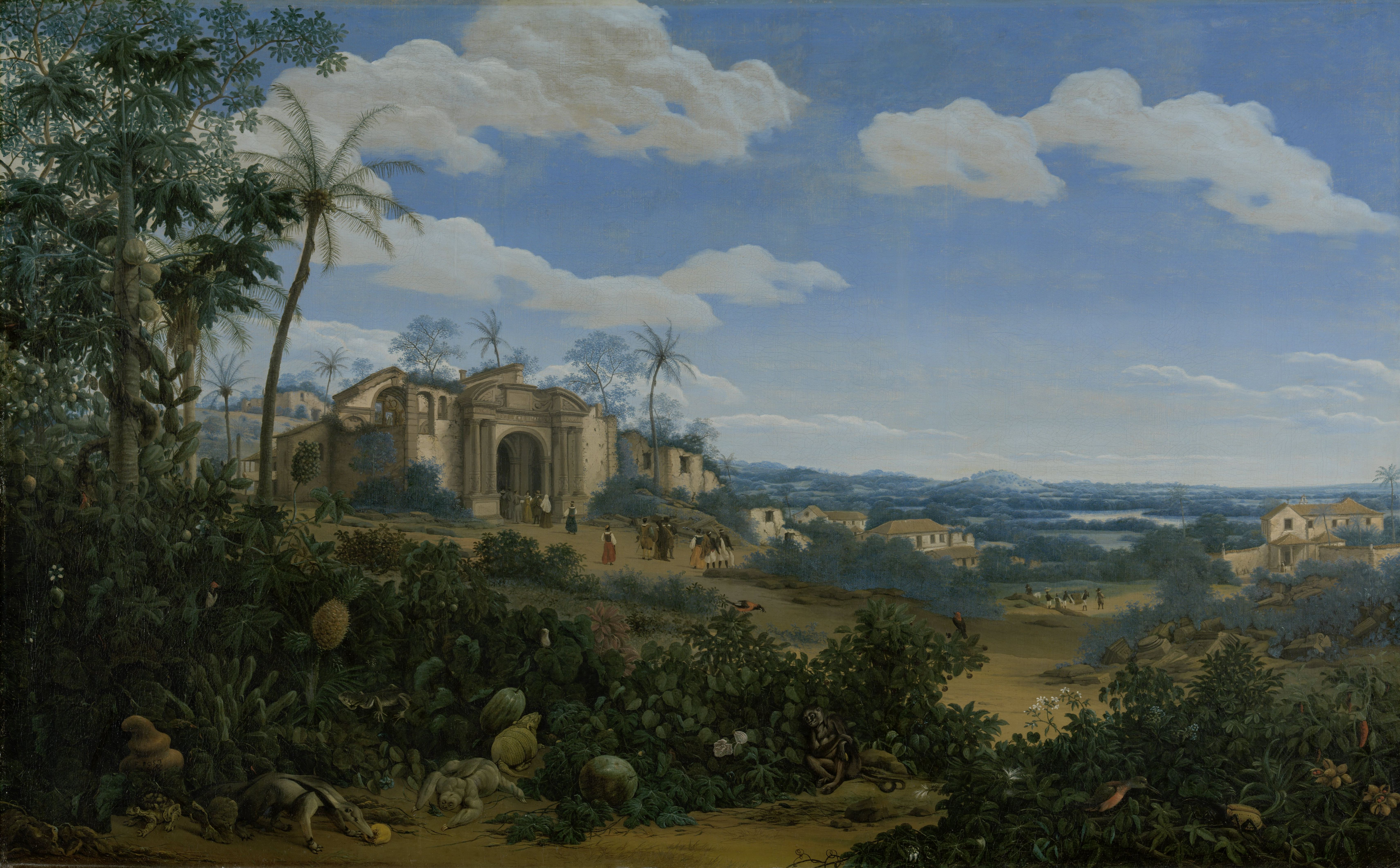
Frans Post: Olinda látképe Holland-Brazíliában A kép 1662-ben készült, néhány évvel azután, hogy Hollandia ezt a gyarmatot feladni kényszerült